# V1 (wapen)
De V1 (ook wel V-1, Vergeltungswaffe 1) was het eerste Duitse zogenaamde V-wapen uit de Tweede Wereldoorlog en tevens het eerste onbemande straalvliegtuig ter wereld. Het droeg een explosieve lading, en was daarmee een 'vliegende bom'. Het was de voorloper van de latere kruisvluchtwapens, hoewel deze meestal met een raketmotor zijn uitgerust. In totaal zijn er meer dan 30.000 V1's geproduceerd. Ze werden eerst vooral vanuit Noord-Frankrijk afgeschoten en later in de oorlog vanuit Nederland. Londen en Antwerpen werden er zwaar door getroffen.
De naam V1 (Duitse afkorting) of V-1 (Engelse afkorting) was een afgeleide van Vergeltungswaffe 1 (Vergeldingswapen 1). Eigenlijk was de aanduiding Fieseler Fi 103 of FZG-76. In Duitsland had de V1 ook de naam Kirschkern of Maikäfer.
De V1 wordt soms een raket genoemd maar is dit niet, omdat hij gebruikmaakt van vliegtuigvleugels voor zijn draagvermogen en voor de voortstuwing geen raketmotor gebruikt, maar een pulserende straalmotor. In vergelijking met een raket was een V1 met zijn maximale snelheid van 640 km per uur een relatief traag vliegend subsonisch straalvliegtuig, maar in vergelijking met de Spitfire vloog de V1 vrij snel, en hij was voor de snelste geallieerde gevechtsvliegtuigen moeilijk te onderscheppen. 

## Ontwikkeling
De V1 werd ontworpen door Robert Lüsser van de Duitse vliegtuigfabriek Fieseler, en Fritz Gosslau van de Argus-motorenfabriek. De V1 had vliegtuigvleugels en staartvlakken. Hij werd voortgestuwd door een Argus AS-014 pulserende straalmotor, een variant van de reeds in 1932 door Paul Schmidt ontworpen straalmotor. Hij kon een stuwkracht produceren van 2,9 kN en gebruikte een normale auto-bougie als ontsteking.
In technisch opzicht was de V1 eigenlijk een onbemand straalvliegtuig. Hij kon een maximumsnelheid van 656 km/h bereiken en had een bereik van 240 km (later werd dit 420 km). De lengte was 7,90 meter en de spanwijdte 5,37 meter. Een V1 woog 2150 kilogram en had een springkop van 830 kilogram. De motor van de V1 liep op gewone kerosine.
Het toestel was uitgerust met een explosieve lading in de neus en vloog door middel van zijn primitieve straalmotor en een simpel geleidingssysteem op eigen kracht naar zijn doel. Na een vooraf ingestelde afstand dook het vliegtuig omlaag, waarna bij inslag de springkop explodeerde.
De eerste testvluchten vonden eind 1941 en begin 1942 plaats vanaf Peenemünde. Op Kerstdag 1942 vond de eerste gemotoriseerde proefvlucht plaats vanaf een lanceerhelling, de eerste in een reeks testvluchten, nog alle zonder springlading. In juni 1944 hebben zelfs bemande testvluchten plaatsgevonden om de mogelijkheid van zelfmoordmissies te onderzoeken, maar dergelijke missies zijn niet in praktijk gebracht. De meeste lanceringen vonden plaats vanuit Frankrijk en West-Nederland. Later, in december 1944, plaatste men nog een aantal installaties in Oost-Nederland. Deze waren gericht op Antwerpen vanwege het Ardennenoffensief.
Als een V1 overkwam, was zijn sputterende geluid duidelijk hoorbaar. Vanwege dit kenmerkende geluid kreeg hij van de Amerikanen de bijnaam buzz-bomb. De Britten noemden hem doodlebug naar een groot zoemend Australisch insect.

## Geleidingssysteem
Het V1-geleidingssysteem was erg simpel en bestond uit een automatische piloot gekoppeld aan een gyrokompas. Deze stuureenheid regelde alleen de hoogte en de snelheid. De door het vliegen opgewekte luchtstroom liet een propellertje in de neus draaien, waardoor bij benadering bekend was welke afstand was afgelegd. Een op dit propellertje aangesloten teller liep na elke 30 omwentelingen van de propeller één tik terug. De afstand naar het doel werd grofweg ingeschat – nauwkeurigheid was geen vereiste – en het telwerk werd zodanig ingesteld dat het boven het doel op 0 zou komen te staan. Als de teller op 0 kwam, werd de luchtslang naar de servomotor van het hoogteroer automatisch verbroken, waarna het roer door middel van een continu gespannen veer omlaag werd geklapt, de V1 omlaag dook en de motor afsloeg. De teller stelde het wapen tijdens de vlucht ook op scherp; dit gebeurde na circa 60 kilometer.
Dankzij dit mechaniek was slechts een naar het doelgebied wijzende lanceerrail nodig; de rest gebeurde automatisch.

## Productie
De V1's werden voornamelijk geproduceerd door gevangenen die als dwangarbeiders werden ingezet. Na de grote aanval op Peenemünde door de Britse RAF in de nacht van 17 op 18 augustus 1943 (Operation Hydra) werd de productie verplaatst naar Mittelbau-Dora, een reusachtige ondergrondse fabriek onder het Kohnstein-massief bij Nordhausen, waar duizenden gevangenen onder onmenselijke omstandigheden moesten werken. Sommigen onder hen zagen kans om met gevaar voor eigen leven sabotage te plegen aan de door hen geproduceerde V1's, die zouden leiden tot mislukte lanceringen. In 1944 werden er maandelijks zo'n 2000 V1's geproduceerd tegen een prijs van 3500 Reichsmark met slechts 280 manuren.

## Lancering

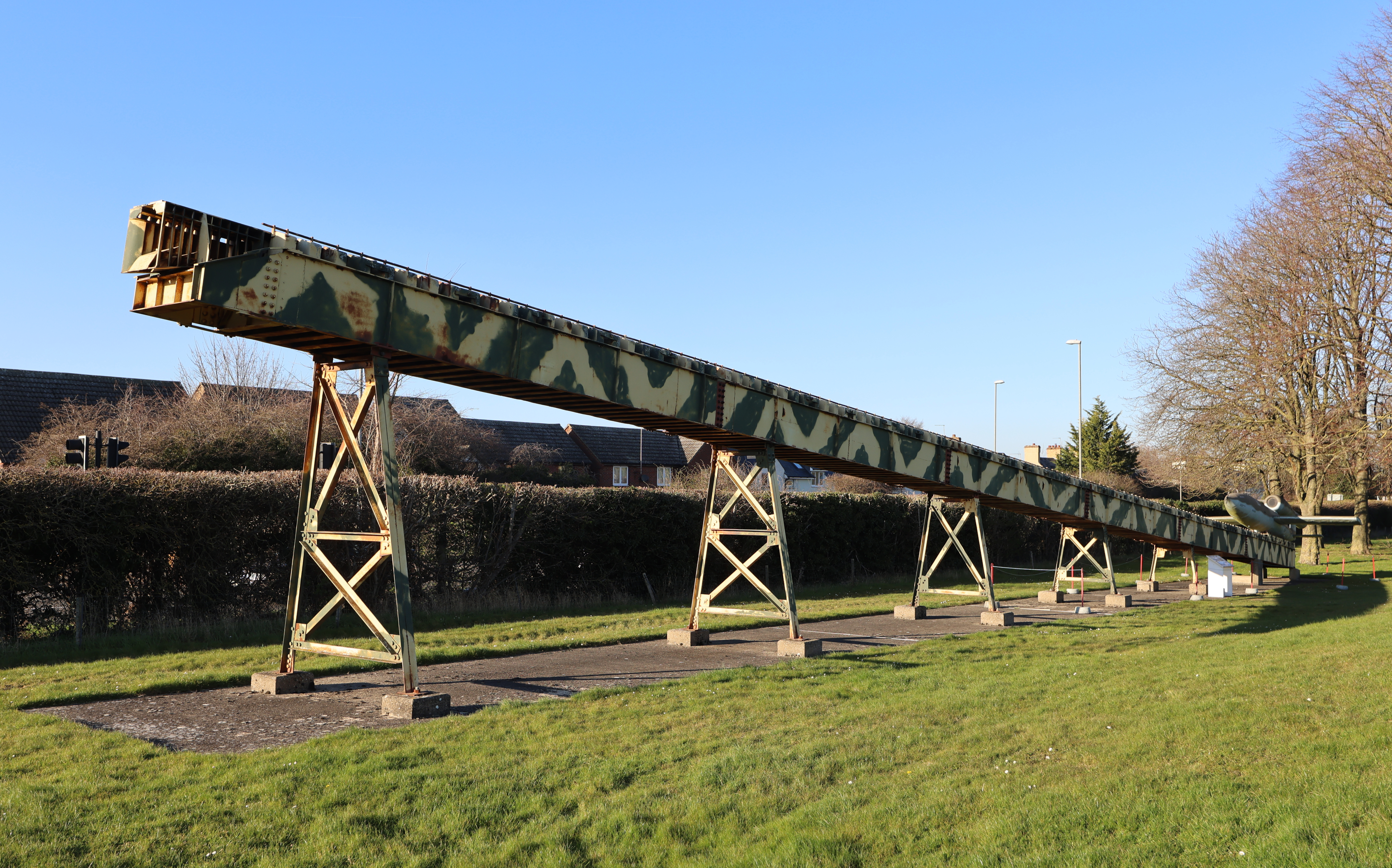
Lanceerinstallatie in het Imperial War Museum Duxford

De V1's werden gelanceerd vanaf een soort katapultinstallatie; de Abschussrampe. Met een generator werd druk opgebouwd, waarna het toestel door middel van perslucht over een 46 meter lange, hellende rail onder een hoek van 6° de lucht in werd geschoten. Meteen na de start ontstak een bougie de straalmotor.
Nadat de V1 door de katapultinstallatie was afgeschoten en de motor was gestart, bereikte die na een klimvlucht een bepaalde hoogte, waarna hij overging in kruisvlucht en de automatische piloot de besturing overnam. Op dit punt ging het nogal eens mis, waarbij de motor afsloeg en de V1 vroegtijdig neerstortte, vaak zo'n 30 km na lancering.
Volgens Duitse gegevens zijn 8564 V1's naar Engeland en de haven van Antwerpen verschoten. Hiervan trof circa 57% zijn doel; de overigen werden door de luchtafweer, ballonversperringen of jachtvliegtuigen vernietigd. Ook gingen er veel verloren door defecten bij de lancering of tijdens de vlucht.

### Volkel
Op het terrein van de Vliegbasis Volkel staat nog een betonconstructie waarop een lanceerrail voor V1’s is gemonteerd. Deze was vroeger vanaf de openbare weg te zien maar is nu door het vele groen onzichtbaar geworden. Op luchtfoto's is hij wel nog te herkennen op 51° 39′ 29″ NB, 5° 40′ 29″ OL.

### Puttershoek
Een van de lanceerinstallaties, richting Antwerpen, stond op het terrein van de Coöperatieve Suikerfabriek in Puttershoek in de Zuid-Hollandse Hoeksche Waard en was onzichtbaar vanaf de straat die langs de fabriek liep. De V1-onderdelen werden per schip over de Oude Maas aangevoerd en bij de fabriekskade gelost. De V1's werden in de fabriekshallen geassembleerd door een speciale eenheid die verder niets te maken had met de Wehrmachteenheid die in het dorp gestationeerd was.
In Puttershoek is de Abschussrampe (lanceerinstallatie) slechts kort in gebruik geweest, maar in die korte tijd had hij ook in de directe omgeving slachtoffers geëist. Door sabotage bij de productie in Nordhausen stortten in ieder geval drie V1's kort na de lancering in de nabijheid van de suikerfabriek neer. Twee ontploften niet en verdwenen in de kleibodem bij Puttershoek en werden pas in 1975 door de Explosieven Opruimingsdienst van de Koninklijke Landmacht uitgegraven en onschadelijk gemaakt. Eén exemplaar viel op een huis in het twee kilometer zuidelijker gelegen Maasdam en ontplofte bij de inslag. Daarbij kwam een bewoner om het leven.
Een vanuit het intussen bevrijde Noord-Brabant overgekomen waarnemer stationeerde zich in een arbeiderswoning van een boerderij aan de Kromme Elleboog, op anderhalve kilometer van de lanceerbaan. Van daaruit meldde hij per radiozender de lanceringen aan Londen.
Op 24 februari 1945 bleef de V1-installatie in Puttershoek schadevrij na een geallieerd bombardement. Dit is te zien op een luchtfoto gemaakt op 26 februari 1945 door een vliegtuig van de Britse Royal Air Force. De bommen werden afgeworpen, vielen op het land om de fabriek en verwoestten het ketelhuis en de woning van de directeur van de fabriek. Een van de bommen miste op enkele tientallen meters twee kleuters die op dat moment op de dijk bij de fabriek aan het spelen waren. Tot zeker 60 jaar na dato was deze bomkrater na zware regenval nog te zien als waterplas in de akker naast een opslagsilo van de fabriek. Deze mislukte actie leidde tot woede bij het plaatselijk verzet, waarbij een van de verzetsleden gezegd zou hebben: "Als het zo moet, blazen we ze zelf wel op!" Zover hoefde het niet te komen, want op 12 maart 1945 werd de V1-lanceerbaan door de Duitse bezetter ontmanteld. Op een luchtfoto, gemaakt op 21 maart 1945 door een fotoverkenningsvliegtuig van de R.A.F., is de lanceerinrichting nog te zien. Hij staat op het terrein tussen het fabrieksgebouw waar de werkplaats was waar de V-1's in elkaar werden gezet en de havenkade.

### Overijssel

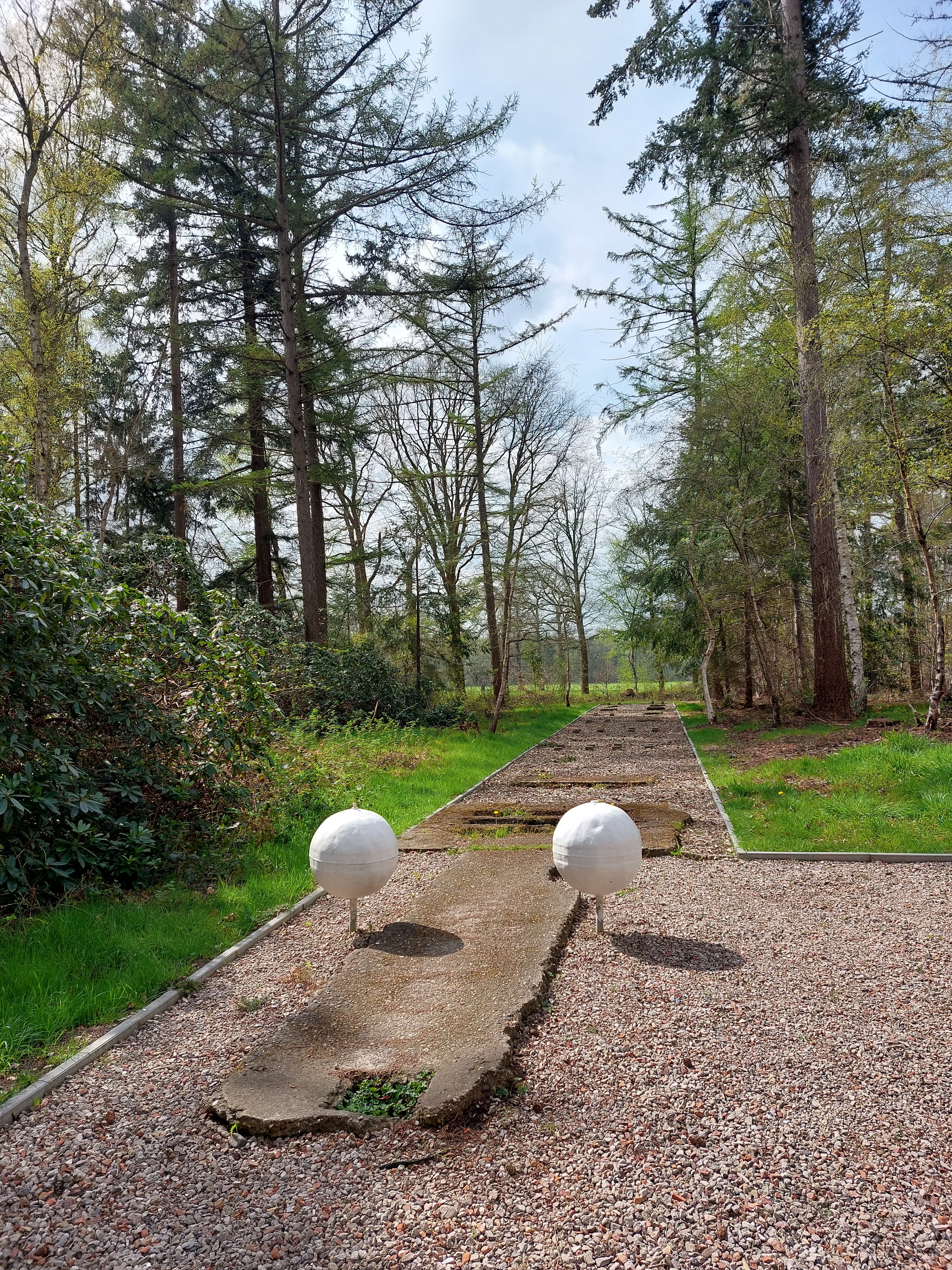
Restanten V1-lanceerbaan Lettele

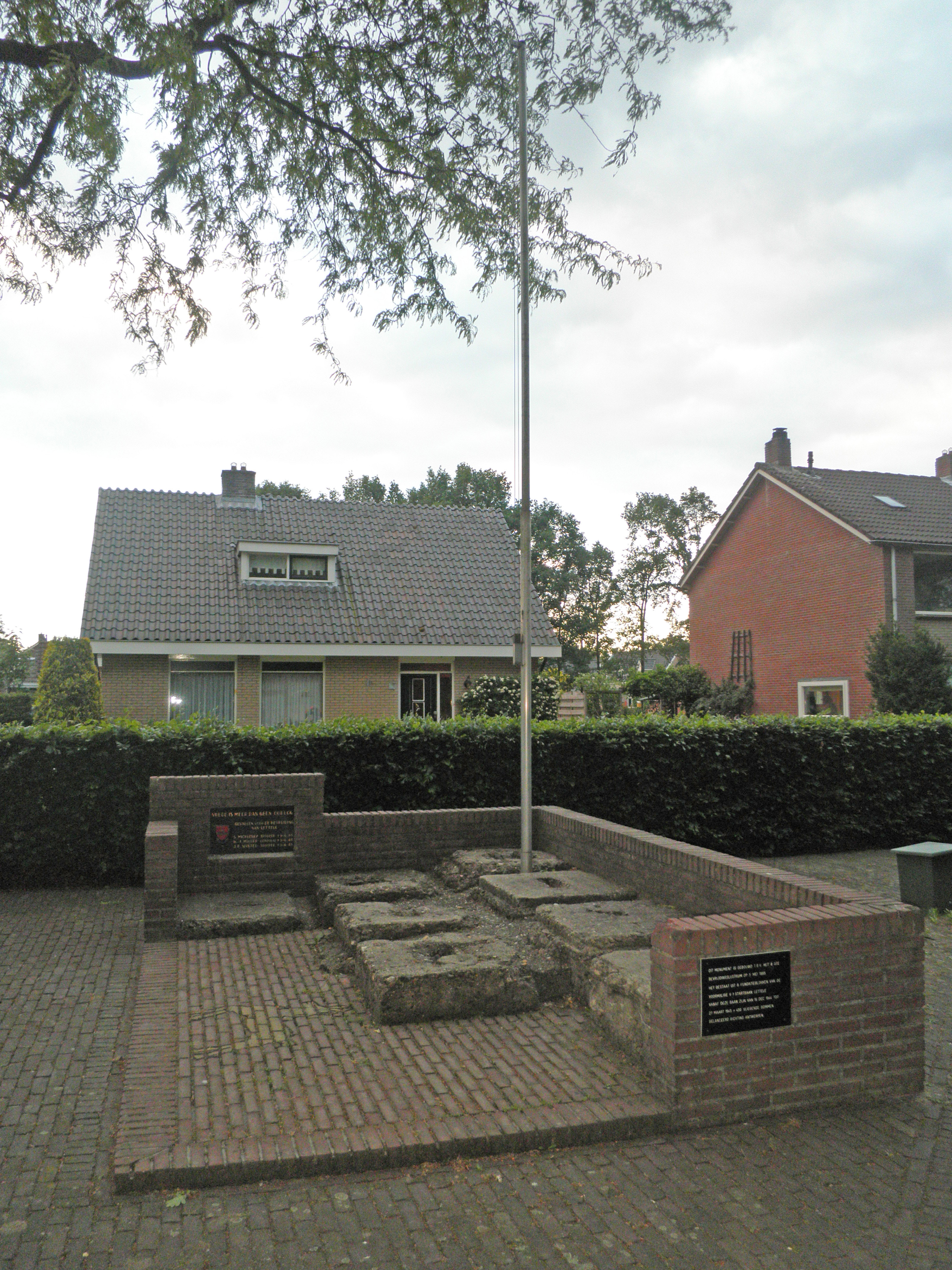
Oorlogsmonument Lettele

Eind 1944 werden ook in Oost-Nederland een aantal Abschussrampen in gebruik genomen. De vliegende bommen die daar werden gelanceerd, waren bedoeld voor de toen al bevrijde, voor de geallieerden zeer belangrijke, havenstad Antwerpen. In de bossen van het landgoed Oostermaet ten oosten van Lettele bij Deventer en op het landgoed de Biesterije ten zuiden van Rijssen zijn betonnen fundamenten blootgelegd en voor het publiek te bezichtigen. Bij het dorpsplein van Lettele staat een oorlogsmonument waarin de funderingsblokken van een V1-lanceerinrichting zijn opgenomen.
In Nijverdal zijn de restanten van de lanceerbaan aan de rand van de Sallandse heuvelrug zichtbaar gemaakt.
Tussen Enschede en Haaksbergen zijn ten minste vier startbanen aangelegd. Op het landgoed De Helmer in Enschede zijn nog funderingen zichtbaar, maar deze lanceerbasis is nooit operationeel geweest.
In Almelo hebben vier lanceerschansen gestaan. In het Nijreesbos zijn van een schans de betonnen funderingen en het waterreservoir nog te zien.

## Verdediging
Een jageronderschepping gebeurde letterlijk. Als men V1's boven Het Kanaal of de Noordzee waarnam, vlogen er jagers op af. Aanvankelijk probeerden die de V1's neer te schieten. De explosie van de springkop was echter zeer gevaarlijk voor de achter de V1 aan vliegende piloten. Daarom bedachten Engelse piloten een simpele truc. Een snel jachtvliegtuig vloog naast de V1 en tikte met zijn vleugeltip onder de vleugeltip van de V1. De V1 begon hierdoor rond te tollen en viel vervolgens stuurloos in Het Kanaal of dook de grond in. Naast de P-51 Mustang en de Tempest was de Spitfire Mk XIV eveneens het type dat hier snel genoeg voor was. Deze tactiek raakte echter bekend bij de Duitsers, die vervolgens detonators aan de vleugels monteerden die explodeerden bij aanraking tijdens de vlucht. Dit maakte een eind aan de toepassing van deze simpele truc.
In augustus 1944 waren de tegenmaatregelen van de geallieerden zo georganiseerd dat bijna alle V1-wapens werden neergehaald voordat ze hun doel hadden bereikt.
De V1 werd opgevolgd door de V2, een raket die na de lancering de motor uitschakelde en vanaf grote hoogte met zeer hoge snelheid een vrije val naar zijn doel maakte.

## Aanvallen
Er zijn bijna 30.000 V-1's geproduceerd; tegen maart 1944 werden ze elk geproduceerd in 350 uur (inclusief 120 voor de automatische piloot), tegen een kostprijs van slechts 4% van een V2, die een vergelijkbaar laadvermogen opleverde

Kaart met de inslagen van V1's en V2's in het arrondissement Antwerpen

De eerste gedocumenteerde V1-aanval op Londen vond plaats op 13 juni 1944, een week na de landing in Normandië. Tijdens het V1-offensief vielen per uur 100 V1's op Londen. Over een periode van 80 dagen werden meer dan 6000 personen gedood en raakten er meer dan 17.000 gewond.
Op Antwerpen vielen in de periode van 7 oktober 1944 tot en met 30 maart 1945 2448 V1's.
Als gevolg van de aanvallen met V1's vielen in geheel Europa ongeveer 40.000 gewonden, voornamelijk onder de burgerbevolking. De V1's werden onder alle weersomstandigheden en op willekeurige tijden van de dag gelanceerd en kwamen vaak midden in woonwijken terecht. Hierdoor zaaiden ze veel angst onder de bevolking.

## Na de oorlog
Aan de hand van neergestorte V1's ontwikkelden de Amerikanen hun eigen vliegende bom, de JB-2 (Jet Bomb) Loon. De JB-2 was een fractie groter dan de V1 maar verder identiek. Verder dan proeflanceringen kwam het tijdens de oorlog echter niet. Na de oorlog dienden de JB-2's als testobject in verschillende wapenontwikkelingsprogramma's.